# Национальная библиотека Сомалиленда

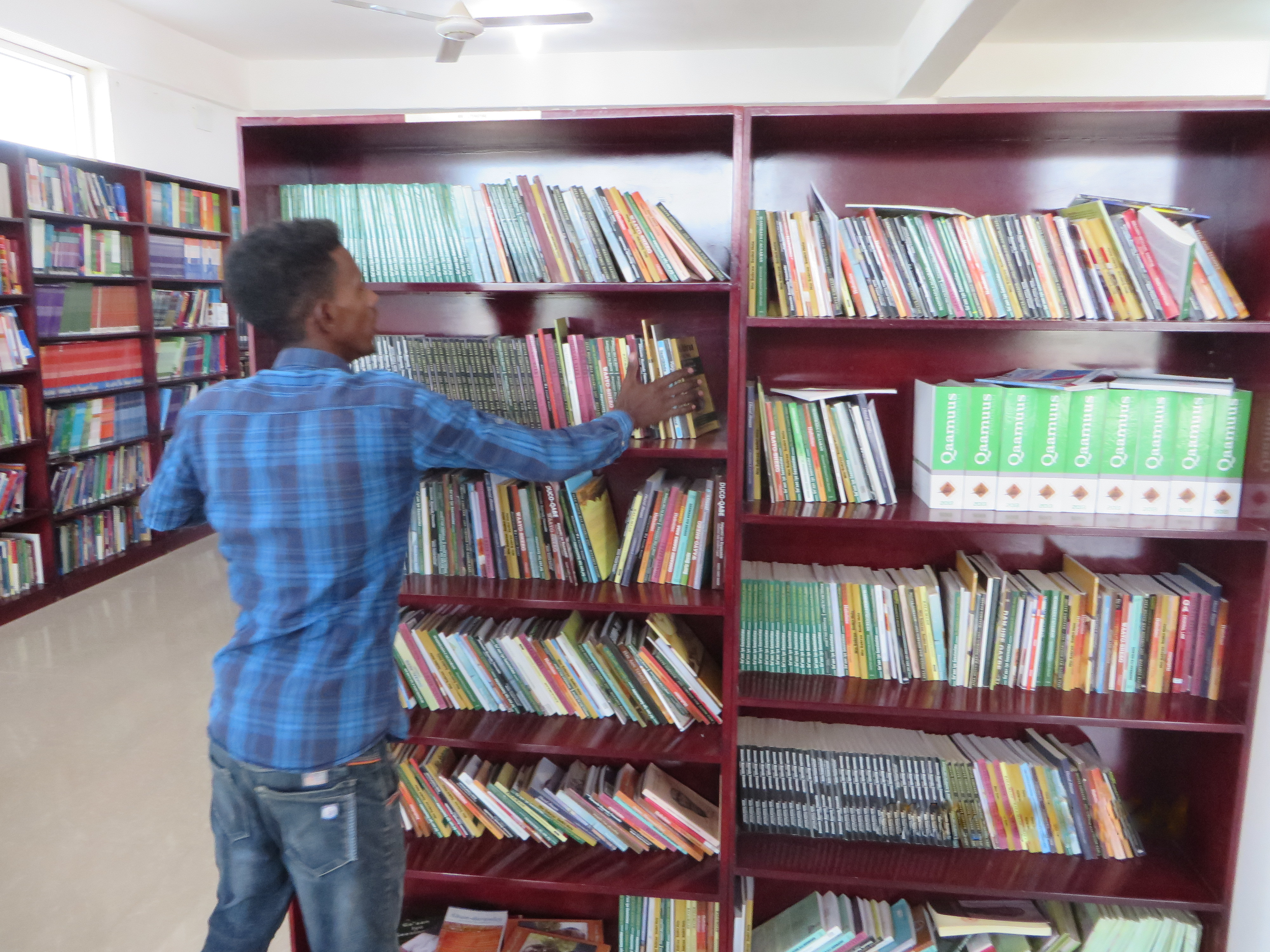
Молодой библиотекарь расставляет книги. Национальная библиотека в Харгейсе, Сомалиленд

Национальная библиотека Сомалиленда или Национальная библиотека Силаньо — национальная библиотека Сомалиленда. Библиотека расположена в Харгейсе, столице Сомалиленда, это первая и самая большая национальная библиотека в Сомалиленде.

## Обзор
Основана в 2017 году и названа в честь бывшего президента Сомалиленда Ахмеда Мохамеда Мохамуда.